# Zorg en Hoop (wijk)
Zorg en Hoop is een wijk in de Surinaamse hoofdstad Paramaribo, deel uitmakend van het ressort Beekhuizen.

## Ligging
Zorg en Hoop ligt ten westen van het stadscentrum van Paramaribo. De wijk wordt begrensd door de Fajalobistraat in het noorden, de Coesewijnestraat in het westen, de Marowijnestraat in het zuiden en de Domineekreek in het oosten. Ook Zorg en Hoop Airport, gelegen ten westen van de Coesewijnestraat en omringd door de wijk Flora, wordt nog tot de wijk Zorg en Hoop gerekend. Vaak wordt gedacht dat de zuidelijke grens bepaald wordt door de Saramaccadoorsteek, maar dat is onjuist: de kleine wijk tussen Zorg en Hoop en de Saramaccadoorsteek, met daarin het sportcentrum SOSIS, heet Half-Flora. 

## Functie
Zorg en Hoop is overwegend een residentiële wijk, waar de gegoede en middenklasse zich heeft gevestigd in villa’s op ruime terreinen. Verschillende hogere politici wonen of woonden hier (onder meer J.A. Pengel), en verscheidene landen hebben er de ambtswoning van hun ambassadeur. Enkel het bebouwde noordelijke gedeelte tussen de Coppenamestraat of Jagernath Lachmonstraat en de Fajalobistraat is veel dichter bebouwd met overwegend kleinere huizen. Zorg en Hoop is vooral belangrijk om het grote aantal scholen, waaronder de AMS, het Mr. Dr. J.C. de Mirandalyceum, het Vrije Atheneum, het Openbaar Atheneum (havo-I), het Politieopleidingscentrum, de eerste Lagere Technische School, verschillende Mulo’s en lagere scholen. Te midden van al die scholen ligt ook de Openbare Onderwijs Bibliotheek.
Het Surinaams Museum heeft zijn grote dependance aan de Surinamestraat.
In Zorg en Hoop zijn twee grote recreatieve clubs gevestigd, elk met eigen zwembad en sportfaciliteiten: Oase aan de Commewijnestraat, en De Witte Lotus aan de Marowijnestraat.